# Alister McGrath

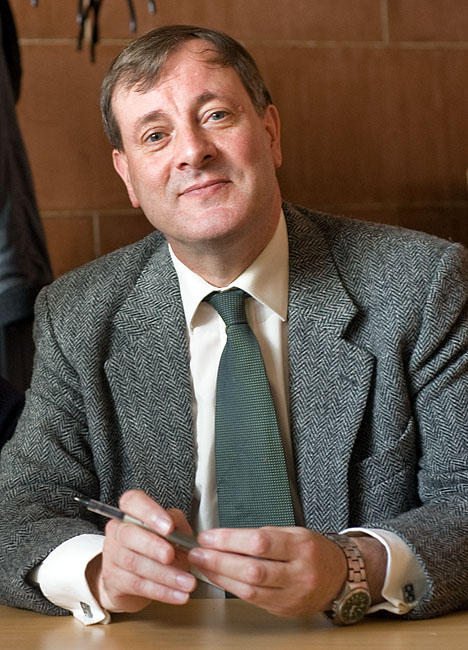
Alister McGrath (2008)

Alister Edgar McGrath (* 23. Januar 1953 in Belfast, Nordirland) ist der Andreas Idreos Professor für Wissenschaft und Religion an der Fakultät für Theologie und Religion der Universität Oxford. Zuvor war er Professor für Theologie am King’s College London und Leiter des Centre for Theology, Religion and Culture der Hochschule. Davor hatte er einen Lehrstuhl für Historische Theologie am Oxford Centre of Christian Apologetics inne, dem er gleichzeitig als Präsident vorstand.

## Leben
McGrath studierte am Methodist College in Belfast Mathematik, Physik und Chemie. Nach seinem Abschluss 1975 arbeitete er drei Jahre lang an der Universität Oxford in der Forschung über molekulare Biophysik und studierte gleichzeitig Theologie. 1977 wurde er Dr. phil. nat., 1978 schloss er das Theologiestudium ab. 1981 wurde er anglikanischer Priester. Nach einigen Jahren als Pfarrer kam er 1983 als Dozent für Dogmatik und Ethik nach Oxford zurück.
1990 war er Gastprofessor für Historische Theologie an der Drew University und von 1993 bis 1997 Professor für Theologie in Vancouver. 1999 wurde er ordentlicher Professor für Historische Theologie in Oxford. Von September 2008 bis März 2014 hatte er einen Lehrstuhl für Theologie an der Universität London inne und kehrte dann nach Oxford zurück.
Seine Fachgebiete sind Dogmatik, Kirchengeschichte, die Beziehung zwischen Glaube und Naturwissenschaft und evangelikale Spiritualität.

## Positionen
McGrath bezeichnet sich selbst als ehemaligen Atheisten. Neben intensiver Lektüre wissenschaftlicher Literatur als Vorbereitung auf das Studium in Oxford, beschäftigte er sich auch mit Literatur zur Geschichte und Philosophie der Wissenschaft und begann seine bisherige naturalistische Weltsicht zu hinterfragen.
In seinem dreibändigen Hauptwerk A Scientific Theology legt er dar, wie christliche Theologie von der intellektuellen Strenge der Wissenschaften profitieren könnte. Seiner Ansicht nach „müssen die Naturwissenschaften als Katalysator eine Schlüsselrolle in der Entfaltung christlicher Theologie spielen.“ McGrath sieht den christlichen Glauben als Rahmen, mit dem man alltäglichen Dingen und insbesondere wissenschaftlichen Erklärungen Sinn abgewinnen kann, und betont darüber hinaus dessen empirische Adäquatheit, also die Übereinstimmung der christlichen Sicht der Wirklichkeit mit der tatsächlichen Beobachtung. Nach seiner Auffassung will die Natürliche Theologie nicht Beweise für Gottes Existenz in der Natur finden, sondern sieht vielmehr die Geschehnisse und Dinge innerhalb der Natur als im Einklang mit der Existenz Gottes an. Seine Einschätzung stützt er mit Argumenten, die auf dem Anthropischen Prinzip beruhen, wie beispielsweise der Feinabstimmung der Naturkonstanten, die er mit den christlichen Kernthemen im Einklang sieht.
McGrath akzeptiert Darwins Evolutionstheorie.
Seine Bücher wurden in 24 Sprachen übersetzt.

### Kritik an Dawkins
Mit seinem Buch Der Atheismus-Wahn (original: The Dawkins Delusion) antwortet McGrath auf das Buch Der Gotteswahn seines damaligen Universitätskollegen Richard Dawkins. McGrath sieht in diesem Buch von Dawkins, im Gegensatz zu dessen früheren Büchern, kaum wissenschaftliche Analysen, sondern pseudowissenschaftliche Spekulationen, gespickt mit allgemeiner Religionskritik, die größtenteils aus älterer atheistischer Literatur entliehen seien. McGrath bedauert, dass ein „so begabter und allgemein verständlicher Naturwissenschaftler“ wie Dawkins in diesem Buch ohne seine sonstige objektive Betrachtung und gewissenhafte Recherche aggressiv einen fundamentalistischen Atheismus vertrete.

„Das wirkliche Problem ist Folgendes: Da die wissenschaftliche Methode offensichtlich nicht notwendigerweise zum Atheismus führt, müssen jene, die unter Berufung auf die Wissenschaft den Atheismus verteidigen, eine Reihe von nicht belegbaren, metaphysischen Annahmen in ihre Beschreibung der Wissenschaft einfließen lassen, und sie hoffen, dass niemand diesen intellektuellen Taschenspielertrick bemerkt. Dawkins ist ein Meister dieser Kunst.“

### Reaktion von Dawkins
Dawkins reagierte auf die Kritik in McGraths Werk Dawkins’ God: Genes, Memes, and the Meaning of Life, die ihm vorwarf, gegenüber der christlichen Theologie ignorant zu sein, indem er sich fragt, wie McGrath auf die Kritik eines „Feenwissenschaftlers“ reagieren würde, der ihm Ignoranz hinsichtlich seines Glaubens vorwerfen würde. Auf den in The Dawkins Delusion? von McGrath geäußerten Vorwurf, er sei dogmatisch, antwortete Dawkins, Wissenschaftler seien demütig genug zuzugeben, dass sie es nicht wüssten.

„McGrath selbst hat sich dem nicaeaischen Glaubensbekenntnis unterworfen. Das Universum wurde von einem übernatürlichen Wesen geschaffen, das drei in einem ist. Nicht vier, nicht zwei, sondern drei. Die christliche Doktrin ist bemerkenswert spezifisch: Nicht nur bezüglich der großen Fragen des Universums und des Lebens. […] Und dennoch hat McGrath die allmächtige Unverfrorenheit, mir den naiven Glauben vorzuwerfen, die Wissenschaft habe alle Antworten. […] Ist McGrath ein „ideologischer Fanatiker“, weil er nicht an Thors Hammer glaubt? Natürlich nicht. Warum behauptet er dann, dass ich einer sei, nur weil ich keinen Grund sehe, an den speziellen Gott zu glauben, dessen Existenz er mit einem Mangel an Bescheidenheit und Beweisen verficht?“

## Dokumentarfilm
Alister McGrath war auch für den Dokumentarfilm The Root of All Evil? von Richard Dawkins interviewt, aber aus dem Film herausgeschnitten worden. McGrath behauptete, Dawkins habe sich unwohl beim Interview gefühlt. Er warf Dawkins journalistische Unseriosität vor. Dawkins habe eine ganz bestimmte Richtung vermitteln wollen und daher sei McGraths Vortrag entfernt worden. Das McGrath-Interview erschien später in voller Länge auf der DVD von The Root of All Evil? im Bonusprogramm.

## Veröffentlichungen

### Deutsch
- Johann Calvin: Eine Biografie. 1991, ISBN 3-545-34095-3.
- Die Sache mit dem Kreuz. 1996, ISBN 3-7655-1028-9.
- Der Weg der christlichen Theologie. Eine Einführung. C.H. Beck, München 1997; Neuausgaben: Brunnen, Gießen 2007, ISBN 978-3-7655-9492-2  (Herausgegeben von Heinzpeter Hempelmann); neueste Auflage: 2011, ISBN 978-3-7655-9539-4.
- Naturwissenschaft und Religion. 2001, ISBN 3-451-27008-0.
- Zweifeln. Der Thomas in jedem von uns. SCM Hänssler, Holzgerlingen 2007, ISBN 978-3-7751-4617-3.
- Der Atheismus-Wahn: Eine Antwort auf Richard Dawkins und den atheistischen Fundamentalismus. 2007, ISBN 978-3-86591-289-3.
- Theologie. Was man wissen muss. Brunnen, Gießen 2010, ISBN 978-3-7655-1462-3.
- Der Gottesplan. Glaube, Wissenschaft und der Sinn hinter den Dingen. Brunnen, Gießen 2013, ISBN 978-3-7655-1308-4.
- C. S. Lewis – Die Biographie. Exzentrisches Genie, prophetischer Denker. Brunnen, Basel 2014, ISBN 978-3-7655-1806-5.

### Englisch
- Emil Brunner: A Reappraisal. Wiley-Blackwell 2014, ISBN 978-0-470-67055-2.
- Why God Won’t Go Away: Engaging the New Atheism. SPCK, London 2011
- Christianity’s Dangerous Idea: The Protestant Revolution. A history from the sixteenth century to the twenty-first. Harper One, San Francisco 2007, ISBN 978-0-06-082213-2.
- The Dawkins Delusion: Atheist fundamentalism and the denial of the divine. 2007, ISBN 978-0-281-05927-0.
- The Science of God: An Introduction To Scientific Theology. 2004, ISBN 0-8028-2815-9.
- The Twilight of Atheism: The Rise and Fall of Disbelief in the Modern World. 2004, ISBN 0-385-50061-0.
- The Intellectual Origins of European Reformation. 2003, ISBN 0-631-22939-6.
- A Scientific Theology: Volume 3 – Theory. T&T Clark, London 2003, ISBN 978-0-567-03124-2.
- A Scientific Theology: Volume 2 – Reality. T&T Clark, London 2002, ISBN 978-0-567-03123-5.
- A Scientific Theology: Volume 1 – Nature. T&T Clark, London 2001, ISBN 978-0-567-03122-8.
- Christian Theology: An Introduction. 2001, ISBN 0-631-22528-5.
- The Christian Theology Reader. 2001, ISBN 0-631-20637-X.
- Christian Spirituality: An introduction. 1999, ISBN 0-631-21281-7.
- Historical Theology: An Introduction to the History of Christian Thought. 1998, ISBN 0-631-20844-5.
- „I Believe“: Exploring the Apostles’ Creed. 1998, ISBN 0-8308-1946-0.
- Iustitia Dei: A History of the Christian Doctrine of Justification. 1998, ISBN 0-521-62426-6.
- Intellectuals Don’t Need God and Other Modern Myths. 1993, ISBN 0-310-59091-4.
- Understanding Doctrine. 1992, ISBN 0-310-47951-7.
- Luther’s Theology of the Cross: Martin Luther’s Theological Breakthrough. 1990, ISBN 0-631-17549-0.
- Justification by faith: What it means for us today. 1988, ISBN 0-310-21140-9.